# Marciano de Tortona
Marciano o Marcilano (Marcian, Marziano, Marcianus) de Tortona (f. 120 d. C.) es tradicionalmente considerado el primer obispo de Tortona, un puesto que ocupó durante 45 años. 

## Leyenda
La tradición establece que Marciano nació en una familia pagana pero fue convertida por San Barnabé y confirmado en la fe católica por San Siro, obispo de Pavía.  San Segundo de Asti asegura haberse encontrado con Marciano de Tortona, cuando este último todavía era un pagano. Segundo asegura que tuvo una influencia trascendental en la conversión de Marciano.  y que fue crucificado por su condición de cristiano. No hay un acuerdo sobre el año de su muerte. Algunas fuentes lo fijan en el 117, bajo el imperio de Trajano, aunque otros lo datan en el tiempo de Adriano de 120.

## Historicidad
Documentos del siglo VIII dan fiabilidad al personaje. Walafrido Strabo, mientras construía la construcción de una iglesia en su honor, indica que Marciano fue el primer obispo de la comunidad de Tortona y mártir.   Sus reliquias, fueron encontrados en el río Scrivia en el siglo IV por San Inocencio obispo de Brescia, y ahora se pueden venerar en la catedral de Tortona.  Un hueso de uno de sus dedos puede ser venerado en Genola, en el que también es patrón.